# Бонефро
Бонѐфро (на италиански: Bonefro) е село и община в Централна Италия, провинция Кампобасо, регион Молизе. Разположено е на 631 m надморска височина. Населението на общината е 1467 души (към 2010 г.).